# Nils Aurelius (1718–1794)
Nils Aurelius, född 12 juli 1718 i Askeby socken, Östergötlands län, död 2 juli 1794 i Askeby socken, Östergötlands län, han var en svensk kyrkoherde i Askeby församling.

## Biografi
Nils Aurelius föddes 12 juli 1718 i Askeby socken. Han var son till kyrkoherden Nils Aurelius och Maria Aschanius. Aurelius studerade i Linköping och blev 1737 student vid Lunds universitet, Lund. Han prästvigdes 18 december 1743 till adjunkt i Askeby församling, Askeby pastorat. Aurelius tog 1756 magistern vid Greifswalds universitet, Greifswald och pastoralexamen 1 juni 1758. Han blev vice pastor i församlingen 13 juni 1759 och kyrkoherde i församlingen 20 maj 1761 . Aurelius avled 2 juli 1794 i Askeby socken.

### Familj
Aurelius gifte sig 18 september 1753 med Elisabeth Retzius (1728–1804). Hon var dotter till kyrkoherden Nils Retzius och Helena Broms i Gammalkils socken. De fick tillsammans barnen Nils (1754–1758), Maria Helena (1755–1806), Gustaf (1756–1760), Beata (1759–1806), Nils Aurelius (1760–1810), Gustaf (1761–1761), Fredric (1762–1764), Carl (1762–1762), Carl Fredric (1767–1768) och Carl Eric (1771–1771).